# 絲葦
絲葦，又稱毛絲葦、垂枝綠珊瑚、巴絲柳，是一種附生性的仙人掌，原產於中美洲、南美洲、加勒比地區及佛羅里達州。另外也能於熱帶非洲及斯里蘭卡發現，在僧伽羅語中被稱為 ()。它們是目前唯一能在美洲外能發現的仙人掌原生種。其中一個假說認為絲葦是透過候鳥將種子散播至舊大陸，最早甚至被舊大陸的人們視為是亞種；另一個假說則認為絲葦的種子是由往返於南美洲與非洲之間橫跨大西洋的貿易船隻所夾帶，再藉由鳥類擴散其分布範圍。

## 分類學
本種具有明顯的多態性並可憑此成作多個亞種。中部美洲的個體多半為同源多倍體，而分布於南美洲的個體則多為二倍體。直到1995年時，由威廉·巴斯洛特與奈吉爾·泰勒對絲葦屬進行相關的研究與分類後，才確立了絲葦與其他仙人掌物種的演化支序，絲葦目前被分類於Rhipsalideae（該演化支下還包括猿戀葦屬、斑絲葦屬及蟹爪蘭屬）。

## 圖庫

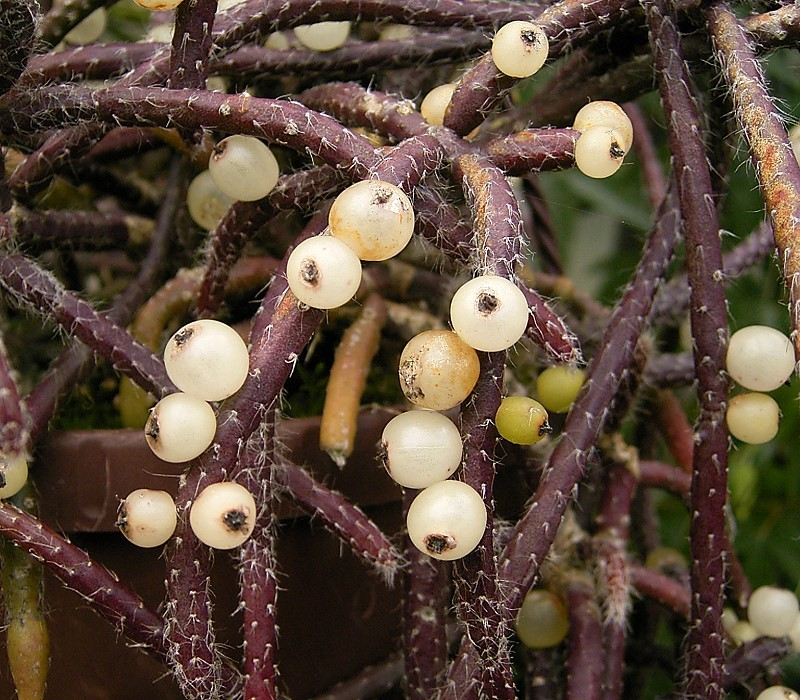
果實
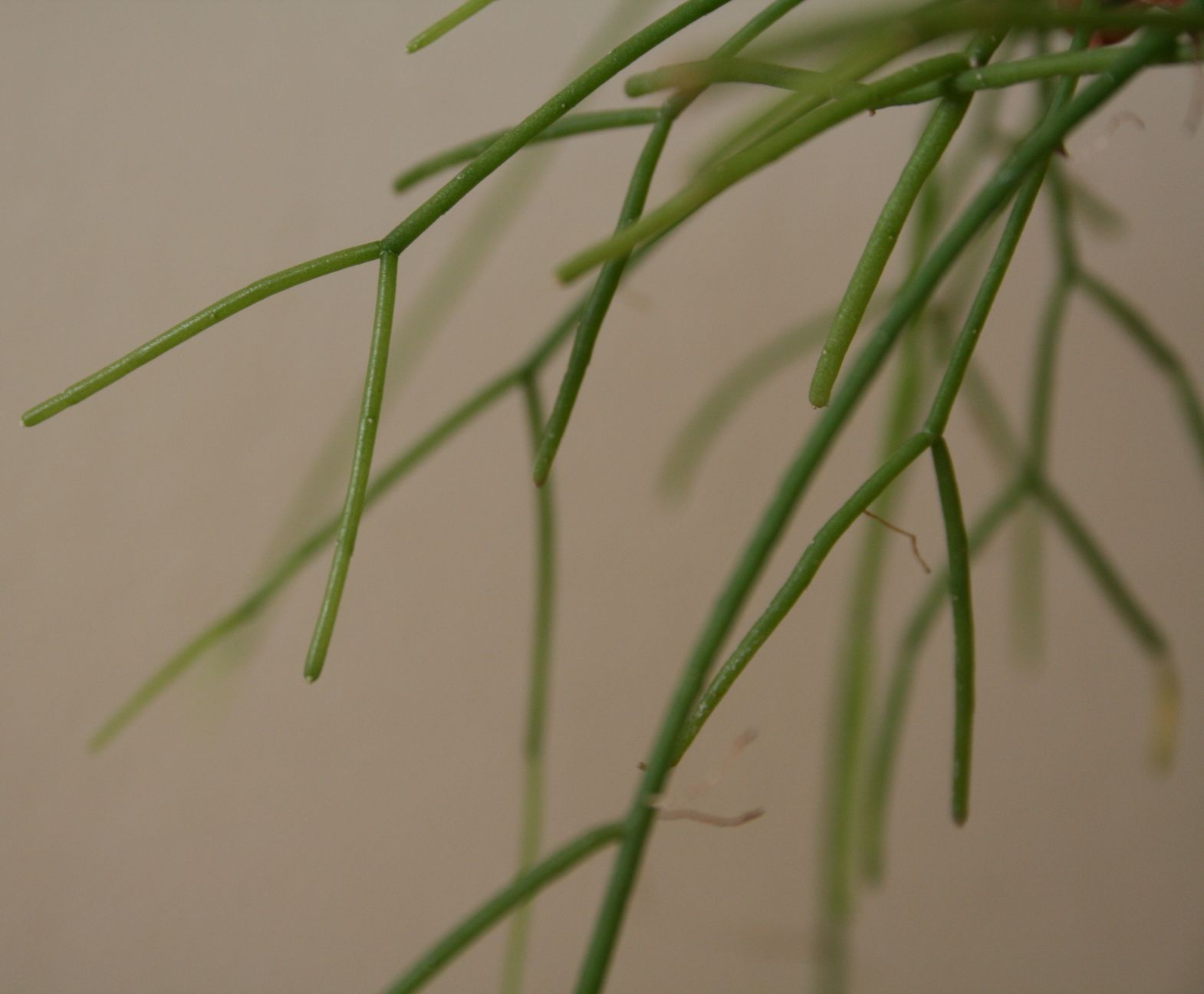
枝條
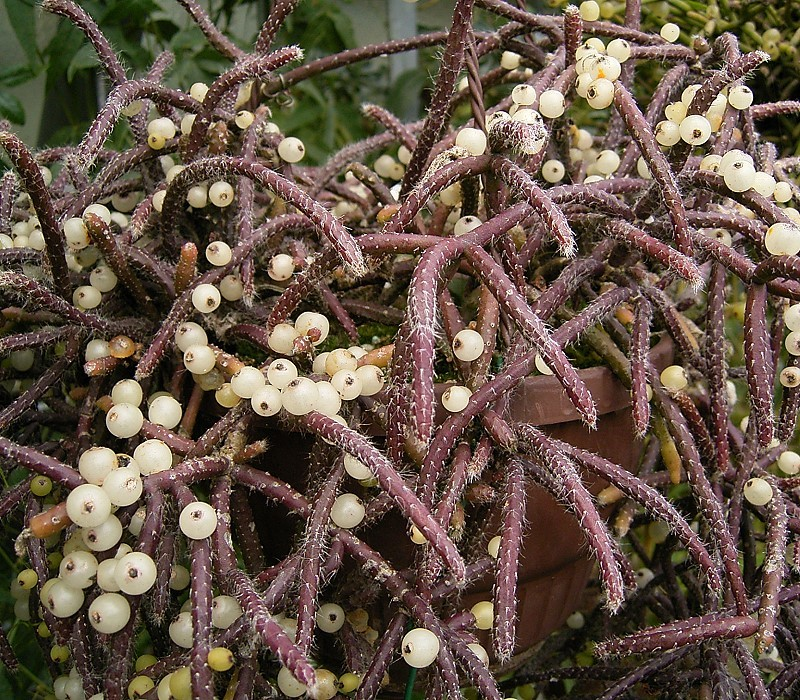
枝條
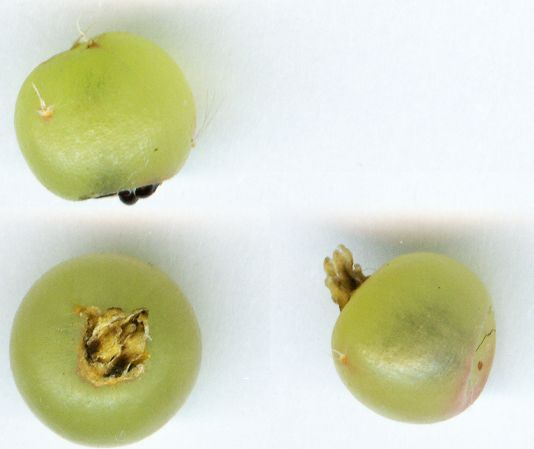
果實

## 外部連結
- 维基共享资源上的相關多媒體資源：絲葦